# أتلانتا يونايتد
نادي أتلانتا يونايتد لكرة القدم (بالإنجليزية: Atlanta United Football Club)‏ هو نادِ كرة قدم أمريكي محترف تأسّس عام 2014 وشارك لأول مرة في الدوري الأمريكي في موسم 2016–17 بعد تعاقده مع المدرب الأرجنتيني خيراردو مارتينو "تاتا" قبل انطلاقة الموسم.

## وصلات خارجية
صفحة النادي على موقع كووورة